# Résidence de Passau
La Résidence du prince-évêque dans la vieille ville de Passau est un complexe de bâtiments de 200 mètres de long situé le long des berges de l'Inn et face à la cathédrale.

## Description
La résidence se compose de l'Ancienne Résidence, qui abrite aujourd'hui le tribunal de grande instance, et de la Nouvelle Résidence. Le noyau de l'Ancienne Résidence date du XIIIe siècle et a été restauré après les deux incendies de la ville de 1662 et 1680. La Nouvelle Résidence a été construite vers 1707-1730 selon les plans de Domenico d'Angeli et Antonio Beduzzi. L'ancienne et la nouvelle résidence sont reliées par ce qu'on appelle le bâtiment du hall, qui abritait à l'origine la bibliothèque de la cour du prince-évêque  et aujourd'hui le trésor de la cathédrale et le musée diocésain. La salle du Parlement à l'étage supérieur avec le plafond en stuc de l'école Holzinger s'appelait autrefois la salle papale.
Devant le passage sous la tour sud de la cathédrale menant à Zengergasse se trouve le nouveau bâtiment princier, également appelé sala terrena en raison de son jardin en terrasse, qui a été construit par Jacob Pawagner en 1708 et qui abritait un bureau de poste jusqu'en 2003.
Le théâtre de la ville de Passau est maintenant situé dans l'ancien opéra du prince-évêque à l'ouest du complexe. Le bâtiment, à l'origine érigé en salle de bal en 1645, a été utilisé comme salle de comédie de cour à partir de 1770 et finalement transformé en opéra en 1783 sur les instructions du prince-évêque von Auersperg par Johann Georg Hagenauer.

## Littérature
Sixtus Lampl, Wilhelm Neu: Niederbayern. Hrsg.: Michael Petzet, Bayerisches Landesamt für Denkmalpflege (= Denkmäler in Bayern. Band II). Oldenbourg, München 1986,  (ISBN 3-486-52393-7). 